# Markthalle (Saujon)

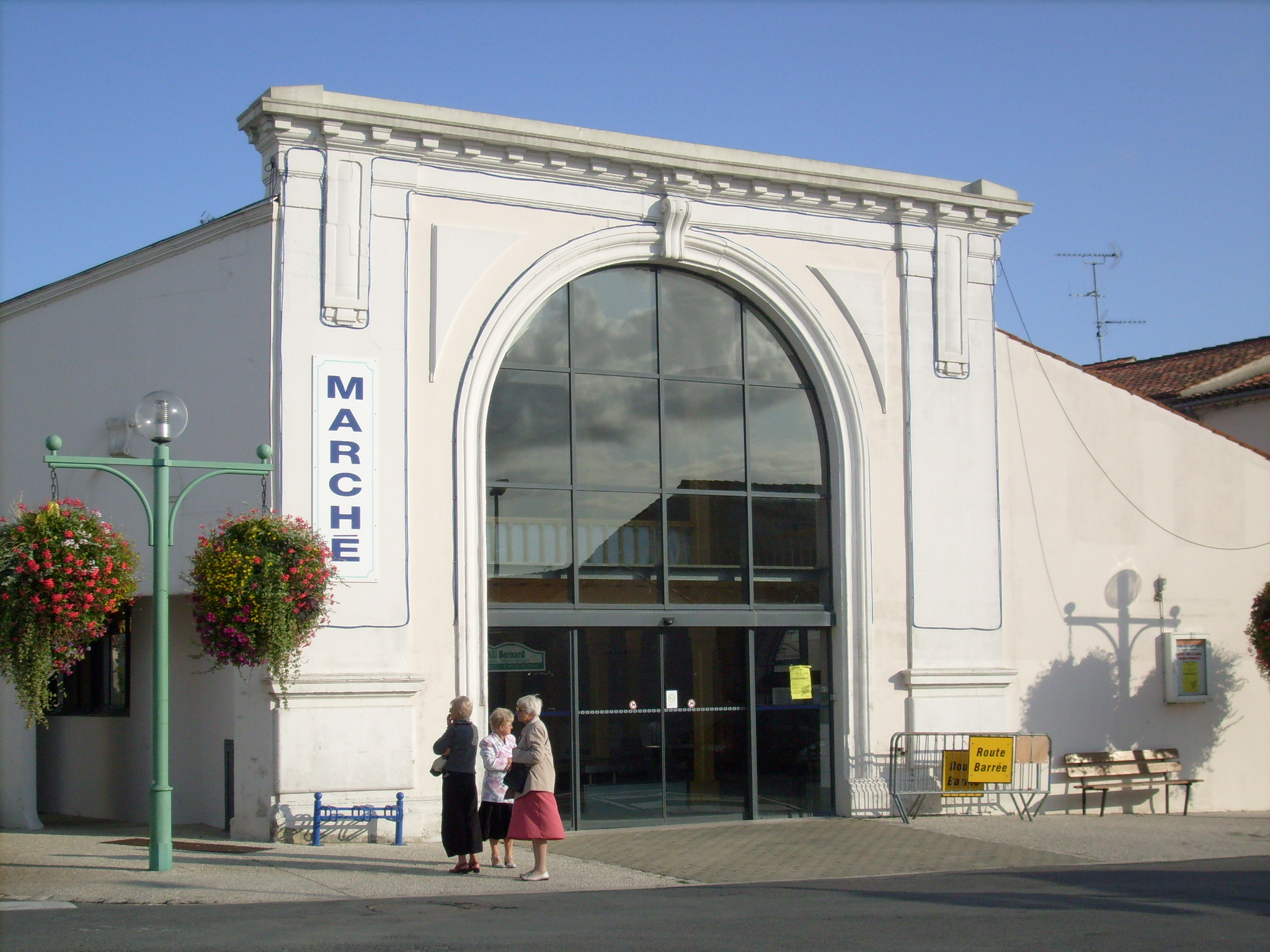
Markthalle in Saujon

Die Markthalle in Saujon, einer französischen Gemeinde im Département Charente-Maritime in der Region Nouvelle-Aquitaine, wurde 1938/39 durch den Umbau des Kaufhauses Nouvelles Galeries errichtet. Der kleinere Vorgängerbau der Markthalle, in der Nähe der Kirche, wurde 1900 abgerissen. 
Der 1897 vorgelegte Plan einer Markthalle in Form einer Stahlkonstruktion durch das Unternehmen Guyot Pelletier in Orléans, wie die Markthalle in Jonzac, wurde als zu teuer aufgegeben.  
Die Markthalle an der Rue de Campet ist ein erdgeschossiger Bau aus Kalksteinmauerwerk mit einem hohen Rundbogenportal, das einem Triumphbogen ähnlich sieht.    